# Szeress Mexikóban (film)
A Szeress Mexikóban (eredeti cím: Como agua para chocolate) egy 1992-ben bemutatott, spanyol nyelvű, mexikói romantikus film, amely Laura Esquivel azonos című könyve alapján készült. A történet a mexikói forradalom idején játszódik a mágikus realizmus elemeit felhasználva, jelentős szerepet kap benne a konyhaművészet, a jellegzetes mexikói ételek ábrázolása.

## Cselekmény
|  | Alább a cselekmény részletei következnek! |

A történet lényeges része 1910-ben kezdődik, egy Coahuila északi részén, Piedras Negras közelében található ranchón, ahol Elena él három lányával, köztük Titával, aki a konyhában született, és azóta is vonzalmat érez az ételek és a főzés iránt. A lány beleszeret Pedro Múzquizba, ám az anya megtiltja, hogy közeledjenek egymáshoz: egy régi családi hagyományra hivatkozik, miszerint a legkisebb lány sosem házasodhat meg, hanem a szülői házban kell maradnia és gondoskodnia anyjáról. Pedro azonban szeretne Tita közelében maradni, ezért furcsa döntést hoz: nővérét, Rosaurát veszi feleségül. Az esküvőre Tita süti az ünnepi tortát, de készítése közben egy könnycseppe belehullik a tésztába (vagy krémbe), ettől pedig, miután az esküvői vendégsereg megeszi a tortát, mindannyian sírni kezdenek, majd hányingerük is támad.
Titával máskor is előfordul, hogy főztjei ilyen „varázserővel” bírnak. Egyszer egy Pedrótól kapott rózsacsokor szirmaiból készít rózsaszirmos fürjhúst, ami, mivel a rózsát igaz szerelemből kapta, különleges hatással van azokra, akik megeszik: másik nővére, Gertrudis például meztelenül kirohan a fürdőből, egy, a közelben harcoló forradalmár katona pedig lovára kapja és elviszi magával.
Pedrónak és Rosaurának hamarosan megszületik a fia, ám az anya nem tudja szoptatni, ezért Tita gondoskodik róla, és saját gyermekeként szereti. A gonosz Elena azonban nem tűri a kialakult helyzetet, ezért San Antonióba költözteti unokáját és szüleit. Nem sokkal azután, hogy a gyermek elhagyja Titát, meghal. Tita annyira elszomorodik a hírtől, hogy szinte eszét veszti: felmászik a padlásra és többé nem szól egy szót sem. Ezért John Brown, egy amerikai orvos elviszi magával a határ túloldalán fekvő Eagle Passba, és nagyon kedvesen bánik vele, ennek hatására végül a lány meggyógyul. Eközben forradalmárok egy csoportja megtámadja a mexikói ranchót, és megölik Elenát is.
A hazatérő Rosaura újabb gyermeket hoz a világra, ezúttal egy lányt, akit Esperanzának neveznek el, Gertrudis pedig néhány harcos társaságában egyszer csak újra megjelenik otthon: kiderül, hogy csatlakozott a forradalomhoz, és tábornok lett belőle. Pedro és Tita újra közel kerülnek egymáshoz, sőt, egy éjszakát együtt is töltenek, ami miatt Tita hamarosan azt kezdi hinni, hogy várandós lett. Többször is megjelenik előtte Elena szelleme, aki szidalmazza a lányt, de néha megjelenik egy régen meghalt szolgálóasszony, Nacha is, aki viszont kedves hozzá. Brown házasságot ajánl Titának, amit eleinte el is fogad, de néhány nappal az esküvő előtt, amikor egyébként már kiderült, hogy mégsem vár gyermeket, bevallja, hogy nem tarthatnak esküvőt, mert már nem szűz, és még mindig Pedrót szereti. Brownnak ez nem lenne akadály, de hagyja, hogy a lány döntsön.
A film 1934-ben végződik: kiderül, hogy Tita nem ment feleségül Brownhoz, Rosaura időközben meghalt, Esperanza felnőtt, és most az ő esküvőjét ünneplik Brown fiával, és Tita által készített chiles en nogadát esznek. Az ünnepség után Pedro és Tita elvonul és szeretkeznek, ám az esemény legvégén, talán a nagy szenvedélytől, Pedro meghal. Tita annyira elszomorodik, hogy gyufákat kezd enni, ettől pedig felgyullad az egész épület, így ő is követi Pedrót a halálba.
|  | Itt a vége a cselekmény részletezésének! |

## Szereplők
| Színész             | Szerep               | Magyar hang        |
| ------------------- | -------------------- | ------------------ |
| Lumi Cavazos        | Tita                 | Tóth Ildikó        |
| Marco Leonardi      | Pedro Múzquiz        | Selmeczi Roland    |
| Regina Torné        | Elena mama           | Szegedi Erika      |
| Mario Iván Martínez | John Brown, az orvos | Kaszás Gergő       |
| Ada Carrasco        | Nacha                | Győri Ilona        |
| Yareli Arizmendi    | Rosaura              | Kisfalvi Krisztina |
| Claudette Maillé    | Gertrudis            |                    |
| Pilar Aranda        | Chencha              |                    |

## Díjak és jelölések
| 1993 | ACE-díj                                 | Legjobb film                                      |                                                                           | Elnyerte |
| 1993 | ACE-díj                                 | Legjobb férfiszínész                              | Mario Iván Martínez                                                       | Elnyerte |
| 1993 | ACE-díj                                 | Legjobb rendező                                   | Alfonso Arau                                                              | Elnyerte |
| 1993 | Arany Glóbusz                           | Legjobb nem angol nyelvű film                     |                                                                           | Jelölés  |
| 1992 | Ariel-díj                               | Arany Ariel                                       | Alfonso Arau                                                              | Elnyerte |
| 1992 | Ariel-díj                               | Ezüst Ariel, legjobb rendező                      | Alfonso Arau                                                              | Elnyerte |
| 1992 | Ariel-díj                               | Ezüst Ariel, legjobb színésznő                    | Regina Torné                                                              | Elnyerte |
| 1992 | Ariel-díj                               | Ezüst Ariel, legjobb férfi színész                | Mario Iván Martínez                                                       | Elnyerte |
| 1992 | Ariel-díj                               | Ezüst Ariel, legjobb női mellékszereplő           | Claudette Maillé                                                          | Elnyerte |
| 1992 | Ariel-díj                               | Ezüst Ariel, legjobb női szereplő kis szerepben   | Margarita Isabel                                                          | Elnyerte |
| 1992 | Ariel-díj                               | Ezüst Ariel, legjobb operatőr                     | Emmanuel Lubezki                                                          | Elnyerte |
| 1992 | Ariel-díj                               | Ezüst Ariel, legjobb forgatókönyv                 | Laura Esquivel                                                            | Elnyerte |
| 1992 | Ariel-díj                               | Ezüst Ariel, legjobb gyártástervezés              | Emilio Mendoza, Ricardo M. Kaplan                                         | Elnyerte |
| 1992 | Ariel-díj                               | Ezüst Ariel, legjobb díszlet                      | Mauricio de Aguinaco, Marco Antonio Arteaga, Carlos Brown, Denise Pizzini | Elnyerte |
| 1992 | Ariel-díj                               | Ezüst Ariel, legjobb színésznő                    | Lumi Cavazos                                                              | Jelölés  |
| 1992 | Ariel-díj                               | Ezüst Ariel, legjobb női mellékszereplő           | Pilar Aranda                                                              | Jelölés  |
| 1992 | Ariel-díj                               | Ezüst Ariel, legjobb férfi szereplő kis szerepben | Joaquín Garrido                                                           | Jelölés  |
| 1992 | Ariel-díj                               | Ezüst Ariel, legjobb szerkesztés                  | Carlos Bolado, Francisco Chiu                                             | Jelölés  |
| 1994 | Ausztrál filmintézet                    | Legjobb idegen film                               |                                                                           | Jelölés  |
| 1994 | BAFTA-díj                               | Legjobb nem angol nyelvű film                     |                                                                           | Jelölés  |
| 1994 | Chicagói filmkritikusok                 | Legjobb nem angol nyelvű film                     |                                                                           | Jelölés  |
| 1992 | Chicagói nemzetközi filmfesztivál       | Közönségdíj                                       |                                                                           | Elnyerte |
| 1992 | Chicagói nemzetközi filmfesztivál       | Ezüst Hugó, legjobb forgatókönyv                  |                                                                           | Elnyerte |
| 1994 | Dallas–Fort Worth-i filmkritikusok díja | Legjobb nem angol nyelvű film                     |                                                                           | 3. hely  |
| 1993 | Goya-díj                                | Legjobb spanyol nyelvű, nem spanyolországi film   |                                                                           | Jelölés  |
| 1993 | Gramadói filmfesztivál                  | Közönségdíj                                       |                                                                           | Elnyerte |
| 1993 | Gramadói filmfesztivál                  | Arany Kikito, legjobb színésznő                   | Lumi Cavazos                                                              | Elnyerte |
| 1993 | Gramadói filmfesztivál                  | Arany Kikito, legjobb női mellékszereplő          | Claudette Maillé                                                          | Elnyerte |
| 1993 | Gramadói filmfesztivál                  | Arany Kikito, legjobb újlatin film                |                                                                           | Jelölés  |
| 1992 | Guadalajarai filmfesztivál              | Közönségdíj                                       |                                                                           | Elnyerte |
| 1994 | Independent Spirit Awards               | Legjobb idegen film                               |                                                                           | Jelölés  |
| 1993 | Kansas City-i filmkritikusok díja       | Legjobb idegen film                               |                                                                           | Elnyerte |
| 1992 | National Board of Review                | NBR-díj                                           |                                                                           | Elnyerte |
| 1992 | Sudbury filmfesztivál                   | Legjobb nemzetközi film                           |                                                                           | Elnyerte |
| 1992 | Tokiói nemzetközi filmfesztivál         | Legjobb színésznő                                 | Lumi Cavazos                                                              | Elnyerte |
| 1992 | Tokiói nemzetközi filmfesztivál         | Legjobb művészeti hozzájárulás                    | Emmanuel Lubezki, Steven Bernstein                                        | Elnyerte |
| 1992 | Tokiói nemzetközi filmfesztivál         | Nagydíj                                           |                                                                           | Jelölés  |